# 803
803 (DCCCIII, na numeração romana) foi um ano comum do século IX, do Calendário Juliano, da Era de Cristo, teve início a um Domingo e terminou também a um Domingo, e a sua letra dominical foi A.
| Ano completo                    |
| ------------------------------- |
| Ano comum com início ao domingo |

## Eventos
- Ruptura entre Carlos Magno como Imperador do Império Romano do Ocidente e o Império Romano do Oriente.
- Início da revolta de Vardanes, o Turco, que é proclamado imperador bizantino pelas suas tropas em meados de julho, mas acaba por render-se no início de setembro.

## Mortes
- 9 de agosto - Irene de Atenas, ex-imperatriz bizantina, em Lesbos (n. c. 752).